# Dorte Højsted
Dorte Højsted (født 20. marts 1958) er en dansk skuespiller. Hun er uddannet ved Statens Teaterskole i 1986. Hendes gennembrud kom i tv-serien Tonny Toupé Show, og Sonny Soufflé Chock Show i hendholdsvis 1986 og 1987.

## Udvalgt filmografi

### Film
- 1988 – Himmel og helvede
- 1997 – Skat - det er din tur
- 2000 – Slip hestene løs
- 2013 – Kvinden i buret
- 2020 – Druk

### Tv-serier
- 1986 – Tonny Toupé Show
- 1986 – Sonny Soufflé Chock Show Soufflé Chock Show
- 1987 – Een gang strømer...
- 1987 – Nana
- 1997 – TAXA